# Heliophanus stylifer
Heliophanus stylifer este o specie de păianjeni din genul Heliophanus, familia Salticidae, descrisă de Simon, 1878. Conform Catalogue of Life specia Heliophanus stylifer nu are subspecii cunoscute.